# 瑞弗斯·柯摩
瑞弗斯·柯摩（英語：Rivers Cuomo，1970年6月13日—），美國音樂家，以搖滾樂團「威瑟」（Weezer）的主唱和吉他手的身分最為人熟知。他同時也以個人音樂家的身分活動；在2007年12月發行了首張個人專輯《獨白：自宅錄音特輯》（Alone: The Home Recordings of Rivers Cuomo），其中收錄柯摩在1992年至2007年間錄製的多首試聽帶（demo）。柯摩主要彈奏電子和原聲吉他（acoustic guitar），此外他也會演奏鼓、低音吉他（貝斯）、單簧管、口琴和鋼琴。

## 音樂作品

### 威瑟樂團
- 1994年－藍色專輯（Weezer - The Blue Album）
- 1996年－私家偵探（Pinkerton）
- 2001年－綠色專輯（Weezer - The Green Album）
- 2002年－呆頭呆腦（Maladroit）
- 2005年－偽裝（Make Believe）
- 2008年－紅色專輯（Weezer - The Red Album）

### 個人專輯
- 2007年－獨白：自宅錄音特輯（Alone: The Home Recordings of Rivers Cuomo）
- 2008年－獨白2（Alone II: The Home Recordings of Rivers Cuomo）
- 2009年－不是一个人 (Not Alone – Rivers Cuomo and Friends: Live at Fingerprints)
- 2011年－獨白3（Alone III: The Pinkerton Years ）

### 客串演出
- 1998年－Homie - "American Girls"（收錄於 Meet the Deedles 專輯）參與演唱、吉他、作曲和作詞。[1]
- 1999年－The Rentals - "My Head is in the Sun"（收錄於 Seven More Minutes 專輯）與麥特·夏普（Matt Sharp）共同作曲，但並未在歌曲中演出。[2]
- 2002年－Crazy Town - "Hurt You So Bad"（收錄於 Darkhorse 專輯）吉他獨奏[3]
- 2003年－Cold - "Stupid Girl"（收錄於 Year of the Spider 專輯）演唱、作曲[4]
- 2003年－Mark Ronson - "I Suck"（收錄於 Here Comes the Fuzz 專輯）演唱、吉他、製作[5]
- 2007年－The Relationship - "Hand to Hold"（與布萊恩·貝爾（Brian Bell）共同作曲，重新改編自《偽裝》專輯的未收錄曲）「Private Message」。[6]

## 外部連結
- 瑞弗斯·柯摩的X（前Twitter）
- （英文）The Harvard Crimson 的專訪，談論關於瑞弗斯·柯摩在哈佛大學的日子 （页面存档备份，存于）
- （英文）瑞弗斯·柯摩在MusicBrainz上的頁面（英文）
- （英文）瑞弗斯·柯摩在互联网电影资料库（IMDb）上的資料（英文）
- （英文）riverscuomo.com 網站的存檔
- （英文）瑞弗斯·柯摩在 MySpace 網站的存檔 （页面存档备份，存于）
- （英文）瑞弗斯·柯摩的創作生涯 （页面存档备份，存于）
- （英文）Shambhala Sun 雜誌的瑞弗斯·柯摩傳記 （页面存档备份，存于）